# Murphydium
Murphydium Jocqué, 1996 è un genere di ragni appartenente alla famiglia Linyphiidae.

## Distribuzione
L'unica specie oggi attribuita a questo genere è stata rinvenuta in Africa orientale: precisamente in alcune località del Kenya e della Somalia.

## Tassonomia
A dicembre 2011, si compone di una specie:
- Murphydium foliatum Jocqué, 1996[3] — Kenya, Somalia